# 關於未知的我們
關於未知的我們（英語：UNKNOWN）是一部由邱宇辰、黃宏軒所領銜主演的臺灣BL戲劇，該戲劇改編自晉江文學Priest的作品《大哥》。是繼《永遠的第一名》、《第二名的逆襲》及《我的牙想你》後，同團隊W的第四彈作品由結果娛樂、有意思國際傳媒以及姜瑞智合作。播出時間為2024年2月24日起，每周六晚間8點，播出國家涵蓋：臺灣（YouTube）、全球（優酷及其YT頻道）、日本（Video Market、Rakuten TV）、韓國（Heavenly TV）。
於2024年2月23日舉辦首映記者會，出席者有主演邱宇辰、黃宏軒、林思廷、金在勳，以及特別演出的楊子儀、梁正群、張楷奕、梁湘華連袂盛裝出席。
2024年4月21日於Legacy Taipei舉辦《關於未知的我們》粉絲同樂共賞會，除了四位主角邱宇辰、黃宏軒、金在勳、林思廷外，楊子儀、洪暐哲也有到場支持。 
2024年5月4日黃宏軒和邱宇辰一同出席在板橋金石堂舉行舉辦《遠在謙邊 寫真書》簽書會。
於同年7月27日邱宇辰、黃宏軒將會出席在泰國舉辦首場海外粉絲見面會《關於未知的我們曼谷見面會》。

## 演員列表

### 主要角色
| 演員                             | 角色            | 介紹 |
| 邱宇辰 (青少年朱宥丞 少年鄒暟澐) | 魏謙            | 魏離離的親哥哥、H.O.T遊戲公司的創辦人及總經理。年幼喪親，獨自扶養妹妹魏離離和撿回來的魏之遠，被逼迫長大的他看清世態炎涼，靠自己的方式扛起一片天，將兩個弟妹拉拔長大。他看似無情冷血卻更懂得珍惜，將所有的溫柔都留給弟妹，固執地守護著越來越像家的地方，都忘了年紀輕輕的他其實奢望著有人可以一起撐著這艱難的日子，他也渴望被疼愛、被溫暖。                                                                   |
| 黃宏軒 (青少年郭大睿 少年阮柏皓) | 魏之遠 （小遠） | 被魏謙、魏離離兄妹收養的弟弟。出生後就被送去育幼院，為了躲避被霸凌的日子，選擇逃離育幼院，躲在廟宇附近、偷吃供品過活，卻遇上魏謙伸出援手，一顆饅頭、一個便當、一件外套...小遠決定賴上他跟著回家。即使進了魏家，性格敏感的小遠也害怕拖累大哥，看見大哥為自己跟妹妹小寶的犧牲，希望能替他扛下重擔，所以努力長大抽高、用功唸書學習一路跳級，發誓長大要一輩子照顧好哥哥，成為遊戲設計師也是為了離哥哥更近一點。 |
| 林思廷                           | 魏離離 （小寶） | 魏謙的親妹妹。暱稱小寶的她做事瞻前不顧後，看似少根筋，說她傻也不傻，倒很會逢迎諂媚，只是長兄如父，大哥對她沒有許多的關愛與溫暖，反而更多的是嚴苛與干涉。原本以為被撿回來的魏之遠會分走哥哥的關注，後來才感受到被雙倍保護的感動。她知道自己真的很幸福，這輩子最怕的人是大哥、能吐苦水站在一起的是二哥，最保護她、照顧她且無條件對她好的是從小看她長大的三胖哥。                                              |
| 金在勳                           | 譚 （三胖）     | 為H.O.T遊戲公司的創辦人及副總。善於聆聽的三胖是魏謙比兄弟還親的兄弟，他對魏謙直言不諱。取名三胖的原因是他比魏謙大三歲，小時候又往橫發展，於是被取了這個綽號。三胖曾經怕魏謙走錯路、不肯回頭，於是要魏謙為了弟妹做榜樣，才成功將魏謙拉回到正軌，後來跟著魏謙一同經營公司，成為合夥人之一，成為魏謙堅強的後盾，也是魏家溝通的潤滑劑與最大的支持者。                                                           |

### 特別演出
| 演員   | 角色            | 介紹 |
| 梁正群 | 熊大方 （老熊） | 年輕有為的創業家，是H.O.T遊戲公司的董事長，為魏謙的合作夥伴也是一位老大哥般的存在。個性很大方，但是他的大方可不是隨意看到人就給錢，他是從魏謙身上看見「活著」的衝勁與力量，不僅讓自己從喪偶中振作起來，也讓他想用自己的財富幫助魏謙。他就像個老大哥一樣囉嗦，以投資創業為條件逼著魏謙復學，並把公司的重責大任都委任給最信任的後輩。 |
| 楊子儀 | 王郡樂 （樂哥） | 是一名行事狂妄、個性相當有野心的江湖老大。天資聰穎，為了父親放棄學業踏入江湖。白天做木頭販售生意，晚上靠地下拳賽賺錢，是個野心勃勃的人物，頗有心計，知道將來要成事，必須要有自己的死忠跟班，於是看上了小弟們最耀眼的魏謙，因為他最敢拚命又有頭腦。只是，混江湖最忌有義氣，你永遠不知道誰會捅你、誰又會一輩子在身邊。                |
| 張楷奕 | 阿虎            | 跟隨樂哥多年，還傷了條腿。最初可憐魏謙身世，帶魏謙認識樂哥開始打黑工，直到魏謙漸漸受到樂哥青睞。眼紅的阿虎將魏謙視為眼中釘，認為自己無法再上一層都是因為樂哥眼中只有魏謙沒有他，因此設局不讓魏謙好過。 |
| 梁湘華 | 馮寧            | 出身富有，不愁吃穿，像公主般的生活，卻沒有公主病的驕縱，反而有更多體諒、溫柔跟同理心。從少年魏謙直播遊戲的時候就喜歡上他，甚至在魏謙公司資金發生問題時，獨排眾議力挺，她不避諱喜歡著魏謙，用她的方式給予魏謙最大的協助。 |
| 林昀希 | 林黛玲          | 容易沒有安全感又極度焦慮，仗著自己的美貌及姣好的身材換取男人對她的愛及金錢，被強暴而懷孕生下魏謙，不甘願地被逼迫結婚，結果男人在外頭吃喝嫖賭、酗酒打人，於是她將自己所遭受的錯都怪罪於魏謙，而婚後出生的小寶也鮮少得到母愛，因為染上毒癮的關係，孩子更成為洩憤的對象。                                                              |
| 林子閎 | 林祖源          | 為一位診所醫生。其外型頹廢，好像對待什麼事情都不在意，但在他漫不經心的外表下，擁有著精湛的醫術，還有對待任何人都沒有差別的醫者心態，不論貧富貴賤是人是貓是狗在他面前都一樣。與樂哥是舊識，林醫院也成了魏謙每次受傷後專屬送達的萬能小診所。                                                                                          |
| 邱勝翊 | 邱謙            | 小遠的老師，擔心小遠從國中跳級到高中的人際關係適應不良，特別家訪關心。 |

### 其他人物
| 角色                | 演員                           |
| 麵店老闆/阿龍       | 趙柏瑜                         |
| 撞球館同事/國中同學 | 龍三                           |
| 撞球館老闆          | 陳銀貴                         |
| 阿樂小弟            | 熊駿、劉相棋、施捷睿、黃昱齊   |
| 魏謙大學男同學      | 劉奕生、信力                   |
| 相親女              | 林酉芯、紀彣潔、曹芯瑜、楊凱帆 |
| 攝影社男大生        | 周子揚                         |
| 廠商老闆            | 李維                           |
| 廠商部署            | 賴緯中、謝沂倫                 |
| H.O.T男同事         | 周建瑜、林宇                   |
| H.O.T女同事         | 關何                           |
| BEAUTY男同事        | 朱天宇                         |
| BEAUTY女同事        | 鄭家宜、陳立庭                 |
| 小小寶              | 雷國瑄                         |
| 簽約花絮側拍        | 楊奇殷                         |
| 拳擊對手            | 林立揚                         |
| 拳擊裁判            | 少林                           |

## 原聲帶
| 歌曲 | 歌曲               | 歌曲                         | 歌曲           | 歌曲         | 歌曲           | 歌曲                  | 歌曲   | 歌曲 |
| 曲序 | 曲目               |                              | 作曲           | 编曲         | 製作人         | 演唱                  | 备注   | 时长 |
| ---- | ------------------ | ---------------------------- | -------------- | ------------ | -------------- | --------------------- | ------ | ---- |
| 1.   | Unknown            | 金在勳                       | 金在勳         | 金在勳       | 金在勳、王舜   | 邱宇辰（Feat.金在勳） | 片頭曲 | 3:33 |
| 2.   | 怪咖               | 張傑、陳瓊貞                 | 張傑           | 周菲比       | 張傑           | 洪暐哲                | 片尾曲 | 5:05 |
| 3.   | 未知的我們         | 金在勳                       | 金在勳         | 王舜、金在勳 | 金在勳、王舜   | 金在勳                | 插曲   | 4:20 |
| 4.   | 我想你的時候       | 邱建豪、蔡妃喬               | 邱建豪         | 李原頊       | 張博彥、J.Quan | 黃宏軒                | 插曲   | 4:21 |
| 5.   | 最美好的存在       | 方文良                       | 方文良         | 林意霖       | 方文良         | 朱宇青                | 插曲   | 3:07 |
| 6.   | 你有多傻           | 游政豪、劉奕兒               | 游政豪         | 游政豪       | 游政豪         | 劉奕兒                | 插曲   | 3:45 |
| 7.   | 你有多傻 對唱版    | 游政豪、劉奕兒、童心、陳竟飛 | 游政豪         | 游政豪       | 游政豪         | 邱宇辰、黃宏軒        | 插曲   | 3:43 |
| 8.   | but I              | 潘嘉麗、游政豪、童心         | 游政豪         | 游政豪       | 游政豪         | 游政豪                | 插曲   | 3:42 |
| 9.   | 若我們註定是場電影 | 陳竟飛                       | 游政豪、陳竟飛 | 游政豪       | 游政豪         | 陳竟飛                | 插曲   | 3:28 |
| 10.  | 我心在跳舞         |                              | 張軒           | 梁鍾暐       | 王文碩         |                       | 插曲   |      |
| 11.  | 我沒有很想你       | 郭文翰                       | 郭文翰         | 楊朝焰       | 郭文翰         | 郭文翰                | 插曲   | 4:47 |

## 各集標題
| 集數 | 標題                             | 標題                                       | 首播日期      |
| 集數 | 片頭                             | 結尾                                       | 首播日期      |
| 1    | 我想跟你回家                     | 第一種家人，總是不會把你丟掉               | 2024年2月24日 |
| 2    | 到底是誰欠了我們？               | 第二種家人，總是亮盞燈在等                 | 2024年2月24日 |
| 3    | 丟掉了是不是就不累？             | 第三種家人，總是讓你想窩不走               | 2024年3月2日  |
| 4    | 可不可以一輩子這樣就好？         | 第四種家人，總是一轉身就在那               | 2024年3月9日  |
| 5    | 想念是習慣還是命中注定？         | 第五種家人，總是好到讓你無法放手           | 2024年3月16日 |
| 6    | 忘記說再見是不是就能再見？       | 第六種家人，總是假裝堅強不說再見           | 2024年3月23日 |
| 7    | 回到有你有我的地方               | 第七種家人，總是在遠處等從未離開           | 2024年3月30日 |
| 8    | 我們與喜歡的距離                 | 第八種家人，總是以他的方式用心對待         | 2024年4月6日  |
| 9    | 世界末日的前一天                 | 第九種家人，總是在末日來臨時以身相護       | 2024年4月13日 |
| 10   | 受傷的痕跡                       | 第十種家人，總是心疼到想把你丟掉再也不理   | 2024年4月20日 |
| 11   | 接受錯過的遺憾才能放大勇氣的震撼 | 第十一種家人，總是無條件放任只因為太喜歡你 | 2024年4月20日 |
| 12   | 我們                             | 第十二種家人，一輩子至死不分離             | 2024年4月20日 |

## 外部連結
- （繁體中文）關於未知的我們的Facebook
- （繁體中文）關於未知的我們的Instagram帳戶
- （繁體中文）關於未知的我們的YouTube頻道 （页面存档备份，存于）
- （繁體中文）關於未知的我們的優酷頻道 （页面存档备份，存于）
- （繁體中文）關於未知的我們的優酷YouTube頻道 （页面存档备份，存于）